# بث عام

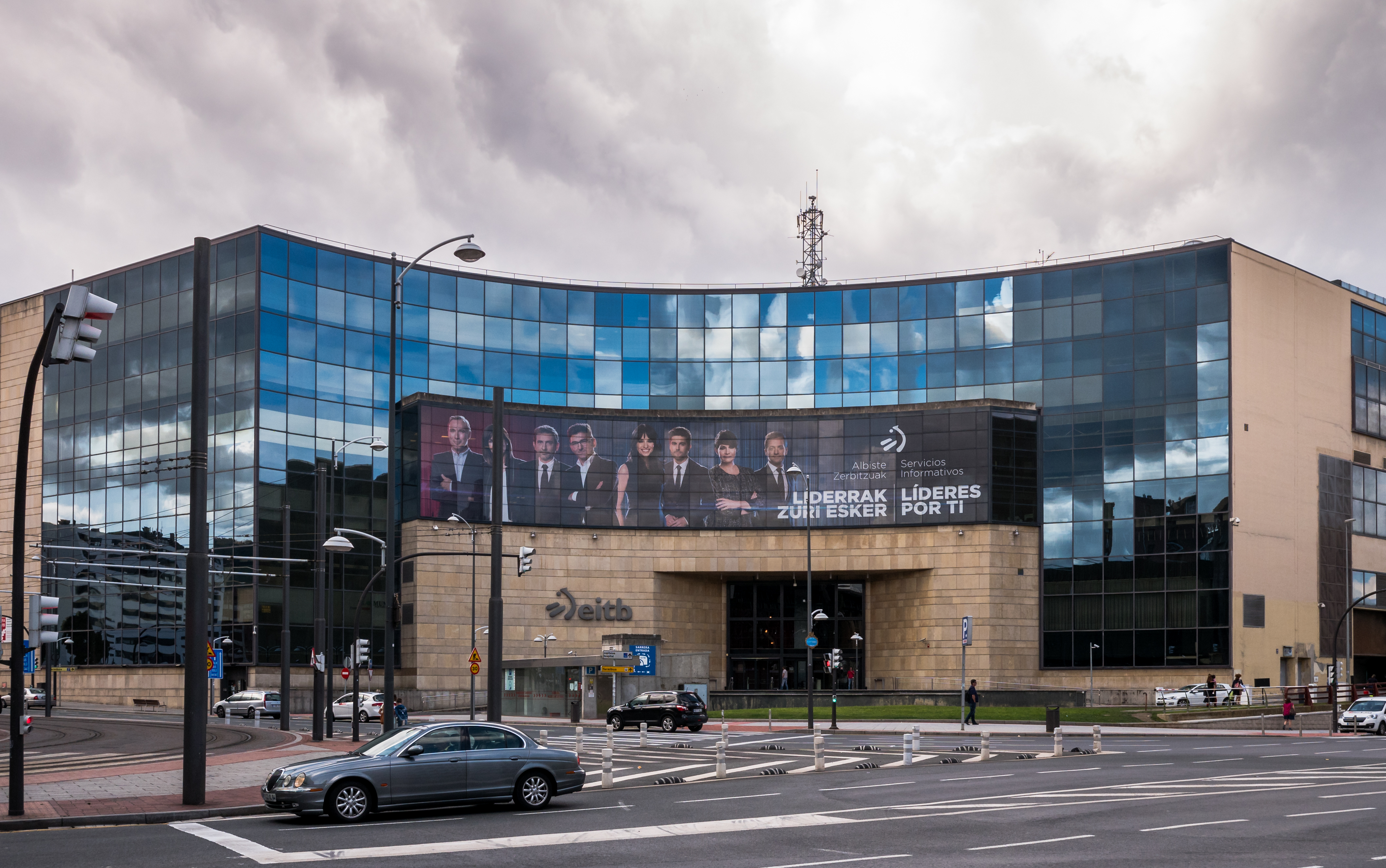

يمثل البث العام جميع المحطات الإذاعية وقنوات التلفزيون والوسائط الإلكترونية الأخرى التي تتمثل مهمتها الأساسية في الخدمة العامة. هذه المؤسسات تكون مملوكة بشكل عام أو جزئيا بشكل كلي من قبل الدولة أو أي مؤسسة عامة أخرى.
في معظم أنحاء العالم، يأتي التمويل من الحكومة خاصة من خلال الرسوم السنوية المفروضة على المستلمين. في الولايات المتحدة ، قد تتلقى هيئات البث العامة بعض التمويل من المصادر الفيدرالية ومصادر الولايات، ولكن معظم الدعم المالي يأتي عادة من الاكتتاب من قبل المؤسسات والشركات التي تتراوح بين المتاجر الصغيرة إلى الشركات، إلى جانب المساهمات الجماهيرية من خلال حملات التعهد. يتم تشغيل الغالبية العظمى كشركات خاصة غير هادفة للربح.